# Many Arnold-Leurs
Madeleine Susanne Catherine (Many) Arnold-Leurs (Luxemburg-Stad, 5 maart 1920 – ?, 29 december 2013) was een Luxemburgs kunstschilder.

## Leven en werk
Many Leurs werd geboren in Limpertsberg, een van de stadsdelen van Luxemburg, als dochter van de elektro-installateur August Leurs en Susanne Müller. Ze kreeg haar artistieke opleiding op een aantal ateliers in Luxemburg-Stad en volgde een cursus aan de Académie de la Grande Chaumière in Parijs. Leurs trouwde met de arts Georges Arnold (1920-2018),  met wie ze twee dochters kreeg.
Arnold-Leurs schilderde expressionistische bloemstukken, vanaf 1960 ging ze meer abstract werken en schilderde onder meer landschappen. Ze was lid van de kunstenaarsvereniging Cercle Artistique de Luxembourg en nam vanaf 1956 deel aan de jaarlijkse salons.
Many Arnold-Leurs overleed op 93-jarige leeftijd.
- Musée national d'archéologie, d'histoire et d'art: lkl000204